# لين رولاند
لين رولاند (بالإنجليزية: Len Rowland)‏ (23 يونيو 1925 بمانشستر في المملكة المتحدة - 1 مايو 2014) هو لاعب كرة قدم بريطاني في مركز الدفاع. لعب مع ستوكبورت كونتي ونادي مانسفيلد تاون.